# 최기문 (1952년)
최기문(崔圻文, 1952년 8월 25일~)은 대한민국의 경찰 출신 정치인으로, 민선 7·8기 경북 영천시장이다. 경북 영천 출생이다. 경찰공무원으로 경찰대학 학장(2001~2003), 제11대 경찰청장(2003~2005) 등을 역임하였다. 2012년과 2016년 총선에서는 출마·낙선하였다. 2018년 영천시장 선거에서 당선되었으며, 2022년 재선되었다.

## 학력
- 1965년 영천 북안초등학교 졸업
- 1968년 대구 능인중학교 졸업
- 1971년 경북대학교 사범대학 부설고등학교 졸업
- 1975년 영남대학교 경영학 학사
- 1977년 서울대학교 행정대학원 행정학 석사
- 2000년 동국대학교 대학원 행정학 박사

## 경력
- 1988.06~1989.09: 제36대 화천경찰서 서장
- 1989.09~1990.02: 제33대 철원경찰서 서장
- 1993.11~1994.06: 제41대 서울 종로경찰서 서장
- 1995.12~1997.01: 내무부장관 치안정책 보좌관
- 1997.01~1998.02: 서울경찰청 정보관리부장
- 1998.03~1999.01: 경찰청 기획정보 심의관
- 1999.01~1999.11: 제10대 경북지방경찰청 청장
- 1999.09 : 동국대학교대학원 겸임교수
- 1999.11~2000.12: 대통령비서실 정무수석실 치안비서관
- 2000.12 : 경찰청 차장
- 2001.11~2003.03: 경찰대학 학장
- 2003.03~2005.01: 제11대 경찰청 청장
- 2007.01 : 한화그룹 고문
- 2018.07~: 제21·22대 경상북도 영천시장

## 전과
- 직권남용권리행사방해: 징역 1년, 집행유예 2년 - 2008년 7월 24일 선고[1]

## 수상
- 1992년: 녹조근정훈장
- 2001년: 황조근정훈장

## 논란
- 한화그룹(한화 건설) 고문으로 재직하며 한화 김승연 회장이 아들을 위해 벌인 보복 폭행 수사를 중단, 축소하려 청탁한 혐의로 대법원에서 유죄가 확정.

“내 아들 때린 놈이 누구야?” 재벌회장의 무차별 폭력

(한겨레) 원문보기: http://www.hani.co.kr/arti/society/society_general/581479.html#csidxa0df3deafc81f67b154c849dfeb2476

## 역대 선거 결과
|  | 34.66% |

|  | 48.57% |

|  | 45.56% |

|  | 53.43% |